# Olimpiada Iberoamericana de Biología
La Olimpiada Iberoamericana de Biología (OIAB) es una competencia anual de biología entre estudiantes de enseñanza media (secundaria o preparatoria) de los países iberoamericanos que integran la Organización de Estados Iberoamericanos para la Educación, la Ciencia y la Cultura (OEI). Es organizada por sociedades científicas o universidades de los países iberoamericanos, usualmente en agosto o septiembre, con los objetivos de estimular el estudio de la biología y el desarrollo de jóvenes talentos, así como propiciar el intercambio de experiencias y el fortalecimiento de los lazos de amistad entre los países participantes. Otra finalidad es la promoción de competencias nacionales que contribuyan a apoyar el talento y la iniciativa científica entre la juventud, en el contexto de lograr una educación científica para todos. La primera OIAB se dio a cabo en México, D. F. en el año 2007, se celebra de manera ininterrumpida hasta la actualidad.

## Historia
Las Olimpiadas Iberoamericanas se acuerdan en julio de 2006 durante la primera Olimpiada Internacional de Biología (IBO) en Latinoamérica realizada en Río Cuarto, Argentina, en dónde se reunieron los delegados de Argentina, Bolivia, Brasil, España, México y Perú. En ese evento es cuando se establece el compromiso de organizar anualmente las Olimpiada Iberoamericanas y donde se propone que México sea el que organice la primera olimpiada.
En octubre de 2007, en cumplimiento de lo acordado, México realiza la primera olimpiada iberoamericana y es en la primera reunión de delegados cuando los países asistentes, Bolivia, Brasil, Chile, España, México y Perú elaboran y firman la declaración de principios y se aprueba el reglamento que regulará la organización y desarrollo de las Olimpiadas Iberoamericanas.
En setiembre del 2008, se dio el Acta de Río de Janeiro que fue un informe en el que se evaluó el desempeño de las olimpiadas. En el mismo documento se acordó el calendario de los futuros organizadores: España 2009, Perú 2010, Chile 2011, Bolivia 2012, Costa Rica 2013, Argentina 2014 (Solo se cumplió hasta el 2010).
Del 11 al 13 de febrero del 2010, se dio la primera reunión de los delegados de los países participantes. Aquí se acordó que los países africanos lusófonos como Angola, Mozambique, Guinea Bissau ni Cabo Verde no pueden participar ya que no forman parte de iberoamérica. También se acordó que cada país enviara un resumen de la forma en que se lleva a cabo su olimpiada nacional incluyendo algunos exámenes teóricos y prácticos. Además cada comité organizador tendría que llevar una propuesta de logo.
En el 2013 se acordó que la OIAB del 2014 se realice en Bolivia, sin embargo hubo contratiempos y tuvieron que ceder la organización. Para evitar que no haya por un año la OIAB la Academia Mexicana de Ciencias en conjunto con la Universidad Nacional Autónoma de México decidieron tomar las riendas y organizar por segunda vez la OIAB en México. Siendo la primera vez que un país organiza dicha competición dos veces.
En el 2016 la Olimpiada Argentina de Biología no recibió la firma de convenio con el ministerio de Educación de Argentina por lo que no le aprobaría el presupuesto para la realización de dicha olimpiada y por ende la selección argentina no participaría en la décima edición de la OIAB, sin embargo la situación se arregló en unos días garantizando la participación de dicho país de forma normal.
Se tuvo que cancelar la OIAB del 2020 en contexto de pandemia para evitar contagios de SARS-CoV2.

## Reglamento
Los países pueden participar en la OIAB con delegaciones integradas por hasta cuatro estudiantes (participantes) y dos profesores delegados.
Los estudiantes participantes deben cumplir con los siguientes requisitos:
- Haber participado y clasificado en su respectiva olimpiada nacional escolar.
- Tener la nacionalidad del país que representa o haber realizado sus tres últimos años de estudio en dicho país.
- No haber participado en una edición anterior de la OIAB.
- No cursar estudios universitarios en el momento de su clasificación.

## Países participantes
Cada delegación está conformada por cuatro participantes y dos profesores responsables de cada país. Se aspira a que un futuro cercano los 21 países de Iberoamérica participen (incluyendo a Puerto Rico), con lo que habría un máximo de 88 participantes por edición. Hasta la octava edición estaba integrado por once delegaciones y en la novena edición se incorporó Guatemala y Nicaragua, actualmente Nicaragua se encuentra en condición de observador y Colombia se convirtió en el último país en incorporarse, ascendiendo a 13 el número de países participantes y a 52 el número de competidores:
| - Argentina - Bolivia - Brasil - Colombia - Costa Rica - Cuba - República Dominicana - Ecuador - El Salvador | - España - Guatemala - Honduras - México - Panamá - Paraguay - Perú - Portugal |

Además también se cuenta con tres observadores, próximos a ser participantes plenos:
| - Nicaragua | - Venezuela |

Países no participantes por no contar con olimpiada nacional o diversos motivos. En un futuro se espera su participación:
| - Chile | - Uruguay - Haití |

## Pruebas y premiación

### Pruebas
Las pruebas cuentan con al menos tres exámenes prácticos y dos exámenes teóricos (Parte A y Parte B) realizándose primero los prácticos y luego los teóricos normalmente.
Cada examen práctico consta de una parte experimental neta y otra teórica (donde se aplican conceptos experimentales). Los temas de este son completamente aleatorios y lo decide cada país organizador. Sin embargo hay una tendencia hacia ciertos temas en particular.
Los dos exámenes teóricos se realizan uno tras otro (aproximadamente 5 horas) y cada examen teórico consta de siete áreas con su respectivo porcentaje de preguntas:
| Área de biología               | Porcentaje de preguntas |
| ------------------------------ | ----------------------- |
| Biología Celular y Bioquímica  | 20%                     |
| Anatomía y Fisiología Vegetal  | 15%                     |
| Anatomía y Fisiología Animal   | 25%                     |
| Etología                       | 5%                      |
| Genética y Evolución biológica | 20%                     |
| Ecología                       | 10%                     |
| Sistemática y Taxonomía        | 5%                      |

Además desde 2011 se incorporó una competencia en equipos multinacionales conocida como Rally. Consiste en pruebas físicas, deportivas y culturales con el objetivo de confraternizar a los participantes. El rally puede ser premiado con una medalla según el equipo, pero no afecta a la calificación académica final de los participantes.

### Premiación
La premiacíón se lleva a cabo en el último día de la semana olímpica. Se suele realizar en un auditorio de la universidad organizadora en presencia de los directores y coordinadores de la olimpiada, los profesores encargados, los profesores de cada delegación y los alumnos participantes. La ceremonia comienza con el discurso de los organizadores y con la presentación del país organizador de la OIAB del siguiente año. Luego se procede con la entrega de medallas y por último la sesión de fotos.
Según el reglamento a todos los participantes se les entrega un certificado de participación, a los participantes con la más alta puntuación en estricto orden se les entregan medallas de oro, plata o bronce. Los porcentajes para cada categoría son:  
| Distinción            | Porcentaje | Número de competidores aproximados |
| --------------------- | ---------- | ---------------------------------- |
| Oro                   | 8% - 12%   | 4-6                                |
| Plata                 | 18% - 22%  | 8-11                               |
| Bronce                | 28% - 32%  | 13-15                              |
| Menciones honoríficas | Variable   | Variable                           |

Además dependiendo del país organizador y del presupuesto que este maneje puede haber diversos premios. Estos pueden ser aparatos electrónicos (tabletas, reproductores de música, memorias USB, etc) o libros y revistas. 

## Sedes
| Año  | Edición | País          | Ciudad                     | Sede                                         | Fecha                           |
| ---- | ------- | ------------- | -------------------------- | -------------------------------------------- | ------------------------------- |
| 2007 | 1.ª     | México        | México D.F.                | Universidad Nacional Autónoma de México      | 14 a 20 de octubre              |
| 2008 | 2.ª     | Brasil        | Río de Janeiro             | Universidad de São Paulo                     | 31 de agosto al 7 de septiembre |
| 2009 | 3.ª     | España        | Las Palmas de Gran Canaria | Universidad de Las Palmas de Gran Canaria    | 11 a 17 de septiembre           |
| 2010 | 4.ª     | Perú          | Lima                       | Universidad Ricardo Palma                    | 8 a 14 de agosto                |
| 2011 | 5.ª     | Costa Rica    | Heredia                    | Universidad Nacional de Costa Rica           | 4 a 10 de septiembre            |
| 2012 | 6.ª     | Portugal      | Cascais                    |                                              | 2 a 8 de septiembre             |
| 2013 | 7.ª     | Argentina     | Ciudad de Río Cuarto       | Universidad Nacional de Río Cuarto           | 1 a 7 de septiembre             |
| 2014 | 8.ª     | México        | México D.F.                | Universidad Nacional Autónoma de México      | 7 a 13 de septiembre            |
| 2015 | 9.ª     | El Salvador   | San Salvador               | Universidad de El Salvador                   | 6 a 12 de septiembre            |
| 2016 | 10.ª    | Brasil        | Brasilia                   | Universidad de Brasilia                      | 12 a 16 de septiembre           |
| 2017 | 11.ª    | Portugal      | Ponta Delgada              | Universidad de las Azores                    | 11 a 15 de septiembre           |
| 2018 | 12.ª    | Ecuador       | Loja (Ecuador)             | Universidad Técnica Particular de Loja       | 9 al 15 de septiembre           |
| 2019 | 13.ª    | Bolivia       | Cochabamba                 | Universidad Mayor de San Simón               | 9 al 13 de septiembre           |
| 2021 | 14.ª    | Costa Rica    | Heredia                    | Universidad Nacional de Costa Rica (virtual) | 6 al 10 de septiembre           |
| 2022 | 15.ª    | Perú          | Lima                       | Universidad Ricardo Palma (virtual)          | Por confirmar                   |
| 2023 | 16.ª    | España        | Madrid                     | Universidad Autónoma de Madrid               | Por confirmar                   |
| 2024 | 17.ª    | Cuba          | La Habana                  | Por confirmar                                | Por confirmar                   |
| 2025 | 18.ª    | Colombia      | Armenia (Quindío)          | Universidad Antonio Nariño                   | 7 al 14 de septiembre           |
| 2026 | 19.ª    | Guatemala     | Por confirmar              | Por confirmar                                | Por confirmar                   |
| 2026 | 20.ª    | Por confirmar | Por confirmar              | Por confirmar                                | Por confirmar                   |

## Medallero
| País        | Oro | Plata | Bronce | Mención de honor | Total |
| ----------- | --- | ----- | ------ | ---------------- | ----- |
| Argentina   | 8   | 16    | 22     | 6                | 52    |
| Bolivia     | 0   | 2     | 9      | 2                | 14    |
| Brasil      | 14  | 28    | 22     | 0                | 64    |
| Colombia    | 0   | 1     | 2      | 3                | 6     |
| Costa Rica  | 15  | 10    | 15     | 2                | 42    |
| Cuba        | 10  | 7     | 9      | 4                | 30    |
| Ecuador     | 1   | 1     | 9      | 11               | 22    |
| España      | 12  | 28    | 20     | 2                | 62    |
| El Salvador | 2   | 3     | 16     | 6                | 27    |
| Guatemala   | 0   | 1     | 3      | 3                | 7     |
| México      | 9   | 18    | 33     | 3                | 63    |
| Perú        | 11  | 16    | 15     | 5                | 47    |
| Portugal    | 2   | 11    | 24     | 9                | 46    |

*Actualizado a la XVII Olimpiada Iberoamericana de Biología (Cuba 2024).

## Webs de la OIAB
- Sitio de la 18.ª Olimpiada Iberoamericana de Biología 2025
- Sitio de la 9.ª Olimpiada Iberoamericana de Biología
- Sitio de la 8.ª Olimpiada Iberoamericana de Biología
- Sitio de la 7.ª Olimpiada Iberoamericana de Biología Archivado el 4 de noviembre de 2018 en Wayback Machine.
- Sitio de la Olimpiada Iberoamericana de Biología

- Datos: Q18397987